# Premis Ondas 2015
La LXII edició dels Premis Ondas es va celebrar el 24 de novembre de 2015. La llista de premiats s'havia fet pública el 28 d'octubre.
La gala de lliurament de premis va tenir lloc el 23 de novembre de 2015 al Gran Teatre del Liceu de Barcelona, presentada per Pepa Bueno i Jaime Cantizano, i amenitzada per David Broncano i Raúl Pérez. Van actuar Amaral, Raphael, Mariza i Fito Cabrales.

## Palmarès
Premis Ondas Nacionals de televisió
- Millor programa d'entreteniment: Tu cara me suena, Antena 3
- Millor programa d'actualitat: Las mañanas de Cuatro, Cuatro
- Millor presentador: Iker Jiménez, de Cuatro
- Millor presentadora: Ana Blanco de TVE
- Millor sèrie: El ministerio del tiempo, de TVE
- Millor intèrpret masculí: José Mota, per José Mota presenta..., de TVE
- Millor intèrpret femenina: elenc d'actrius de la sèrie Vis a vis d'Antena 3 (Maggie Civantos, Najwa Nimri, Berta Vázquez, Cristina Plazas, Alba Flores)
- Millor programa emès per emissores o canals no nacionals: Los descendientes, de Canal Sur
- Millor programa o sèrie de ficció emès a internet: El mort viu, sèrie produïda per Adrià Espí, Jordi Porcel, Martí Pavia, Joan Losada, Lluís Ferrer, estudiants de fi de grau de comunicació audiovisual de la Universitat Pompeu Fabra

Premis Ondas Nacionals de ràdio
- Millor programa: A vivir que son dos días de Cadena Ser
- Millor presentador: Carlos Alsina d'Onda Cero
- Millor presentador de ràdio musical: Ángel Carmona de RNE – Radio 3
- Millor plataforma radiofònica a internet: Radio Gladys Palmera
- Premi a la trajectòria: César Lumbreras de la COPE

Premis Ondas Internacionals de ràdio
- Millor programa: Les mots de ma mère. Atelier de Création Sonore Radiophonique (Bèlgica)
- Menció especial del jurat: Nuevos métodos para planchar y morir en México (Televisa Radio, Mèxic)

Premis Ondas Internacionals de televisió
- Millor programa: 1989 – Poker am Todeszaun Arxivat 2019-05-05 a Wayback Machine. de Christian Beetz. ZDF German Television (Alemanya)
- Menció especial del jurat: Historia de un clan. Underground Producciones (Argentina)

Premis Ondas de música
- Premi a la trajectòria: Raphael
- Premi a l'artista de l'any: Fito Cabrales
- Premi a l'espectacle musical: concert dels 15 anys de Cadena Dial. El jurat, a més, va voler ressaltar la tasca de producció i direcció artística de l'esdeveniment, personificat en la figura de Carles Narea
- Menció especial del jurat: Mariza i Amaral

Publicitat en ràdio
- Millor campanya: "La increíble sensación de venirse arriba estés donde estés", d'Aquarius. Agència: Sra. Rushmore
- Millor agència: Publicis
- Menció especial del jurat: "Radioeficàcia", de Microbio Comunicación per l'Associació Catalana de Ràdio

Premis especials de l'organització
- Trajectòria periodística: Jorge Ramos.
- Trajectòria en ràdio i televisió: Joaquín López Doriga.